# Тулоксинська десантна операція
Тулоксинська десантна операція — десантна операція Ладозької військової флотилії, що проходила протягом 23—27 червня 1944 року, є частиною Свірсько-Петрозаводської наступальної операції.

## Підготовка операції
Командувач Карельського фронту генерал Кирило Мерецков при плануванні Свірсько-Петрозаводської операції ухвалив рішення силами Ладозької військової флотилії (контр-адмірал Віктор Чероков) провести висадку десанту біля озера Ліндоя, в межиріччі річок Відліца та Тулокса. Завданням для десантних сил ставилося перетнути залізничну та шосейну дороги, що йшли вздовж узбережжя Онезького озера до лінії фронту по річці Свір, також позбавити фінські війська можливості постачати резерви та боєприпаси. При вдалому розвитку десантної операції з'являлася загроза охоплення Олонецького угрупування фінських військ, сили противника позбавлялися можливості зручними шляхами провести евакуацію та можливості займати проміжні оборонні рубежі.
У складі десанту Карельським фронтом виділялася 70-та морська стрілецька бригада (3159 людей, підполковник Олександр Васильович Блак). Для перевезення десанту виділялося 4 транспорти, 2 тральщики, 2 шхуни та рятівний човен. До десантного відділу входило 19 тендерів, 12 катерів зразка «КМ», 9 мотоботів; до загону охорони — 6 катерів «морський мисливець», 2 торпедні катери, десантне судно ДБ-51 (колишня німецька швидкохідна баржа, захоплена 1942 року в бою біля острова Сухо). До загону артилерійської підтримки відносилися 5 канонерських човнів та 2 бронекатери. Загалом в часі проведення десантної операції було залучено майже весь особовий склад флотилії та 78 кораблів і катерів. Керував операцією по висадці каперанг Микола Мещерський. Усією операцією керував командир флотилії Чероков.
Авіаційне прикриття десантної операції покладалося на 7-му повітряну армію та авіацію Балтійського флоту. Загалом було залучено близько 230 літаків — три штурмових, два бомбардувальні, один винищувальний полк, літаки розвідки — Іл-2, Пе-2, Як-9; вихідною точкою десанту була Нова Ладога. Висадці десанту передували ретельні розвідувальні дії десантного підрозділу та обробка отриманих даних задля організації продуманої схеми висадження та подальшої підтримки силами озерної флотилії.
Відтинок узбережжя, де мали проводитися десантні дії, оборонявся фінською Ладозькою бригадою берегової охорони, підрозділи були розкидані на великій відстані.
За кожним із батальйонів морської піхоти, що здійснював висадку, проводилася артилерійська підтримка закріплених кораблів, що провадили коригування коректувальниками з радіостанціями, готувалися дубльовані канали зв'язку. Разом з тим командири загони висадки мав окремий артилерійський штаб та міг зосереджувати вогонь усіх вогневих засобів підпорядкованих кораблів на загрожуваному відтинку, до чого неодноразово і приходило в часі бою.
Чисельність фінських кораблів передбачалася у 20, з яких 8 постійно знаходилися в базах західного, решта — східного узбережжя (Відліца, Салмі). Окрім того, в базах Кексгольм та Лахденпох'я знаходилися торпедні катери типу «Сісу», 4 німецькі швидкохідні баржі, 5-6 десантних катерів І-6.
Фінський винищувальний полк базувався на аеродромі Нурмаліца — близько 16 одиниць Кьортіс-36 та Фоккер-21, бомбардувальний полк був розкиданий по аеродромах Йоенсуу, Сортавала та інших — близько 34 літаків Брістоль-Бленхейм, Дорньє-215, Хе-111, Ю-88.

## Перебіг десантування
23 червня о 5-й ранку відкривають вогонь кораблі артилерійської підтримки — по місцю планованого десантування, через півгодини провадиться артилерійський удар. За кілька хвилин до 6-ї ранку кораблі першого кидка підходять до берега та проводять висадку під прикриттям димової завіси, висадка прикривалася вогнем з канонерських човнів. З проміжком в 4 години було висаджено 2 ешелони десанту. При цьому було збито один з неприятельських літаків.
Десантування радянських сил стало несподівано для фінських військ — радянські дані зазначають лише 6 радянських військових. Скориставшись прийнятним розвитком ситуації, за день було десантовано 3667 осіб, котрі мали при собі 108 станкових та ручних кулеметів, 72 протитанкові рушниці, 62 міномети, 30 гармат. В боях того дня було захоплено плацдарм по фронту в 4,5 кілометри та в ширину 2 км, перетнута дорога Олонець — Піткяранта. В часі бою за плацдарм радянські десантники розбили фінський артилерійський підрозділ, що опинився в зоні висадки, захопили 10 автівок та тягачів з набоями й 3 гармати. Фінське військове керівництво в терміновому порядку до місця бою перекидає додаткові сили, з другої половини 23 липня починаються фінські контратаки. Перші атаки були розрізненими та невпорядкованими, в подальшому наступ посилився, напружений бій зайняв цілу ніч. Радянська авіація для підтримки десанту за добу здійснила 347 літаковильотів. Іще вранці від 14 до 18 фінських літаків намагалися завдати удару по кораблях висадки, однак винищувачі повітряного прикриття цю атаку відбили, фінам вдалося лише раз влучити, внаслідок чого було поранено 7 червоноармійців, з них 2 — важкопоранені. Фіни зазначали, що в нальоті брали участь 5 літаків, які потопили 1 корабель та викликали пожежу на іншому, проте радянські історіографи відкидають твердження про потонуле судно.

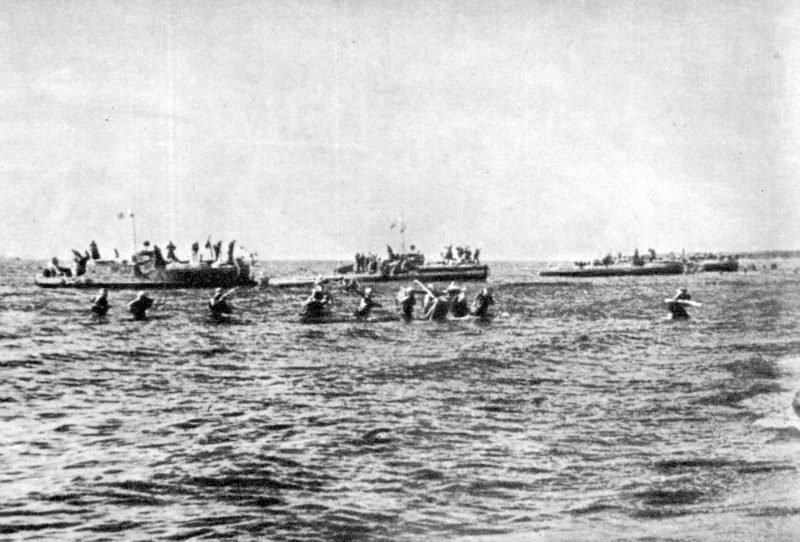
Тулоксинський десант біля Відліци, 1944

До ранку 24 червня радянські десантники стали відчувати труднощі з набоями, на середину дня стає кризова ситуація через постійне збільшення фінських військ — бій вели вже 2 полки противника, окремий резервний батальйон та бронепотяг. Фіни скористалися погіршенням погоди та початком озерного шторму й намагаються скинути у воду десант. Через утруднення з доставленням набоїв, викликані штормом (доставлялися з Нової Ладоги), контр-адмірал Чероков наказує всім кораблям прикриття підійти впритул до берега та найбільшою силою підняти рівень обстрілу, також передати на берег частину набоїв. У тому ж часі військові льотчики здійснюють кілька ризикованих у таку нельотну погоду польотів, під час яких десанту були скинуті контейнери з набоями. За ту добу було відбито 16 фінських атак, котрі ближче до ночі припинилися, в ході боїв радянські тендери збили ще один фінський літак.
Передбачаючи, що противник буде нарощувати чисельну присутність у місці десанту, командир 25 червня вирішує провести висадку другого ешелону десанту — 3-тя окрема бригада морської піхоти (капітан першого рангу С. О. Гудимов). До кінця доби було висаджено 2443 вояки, таким чином кількість десанту стала досягати 6000 осіб. Становище перемінюється в радянський бік, десант зумів відбити подальші атаки фінів, дещо просунувся вперед та поліпшив займані позиції.
26 червня вночі та ранком висаджуються на плацдарм решта частин 3-ї окремої бригади морської піхоти, артилерійський та зенітний полки — 4907 осіб, 59 гармат, 46 мінометів. Після зайняття Олонця десантники подолали річку Олонка, де продовжили наступальні бої.
Вбачаючи непродуктивність подальших атак проти радянського десанту та під впливом успішних дій головних сил Карельського фронту, фінське керівництво в другій половині 26 червня відмовляється від подальших атак на плацдарм та пришвидшує відведення військ на рубіж річки Свір. Не маючи можливості використовувати залізницю та шосе на Піткяранту, фіни при відступі полишали техніку, майно, запаси спорядження, і відходили по другорядних дорогах при обході плацдарму.
Після півночі 27 червня сили десанту з'єднуються з частинами 7-ї армії, що наступали, та спільно діють далі, того ж дня беруть участь у звільненні Відліци. Канонерські човни та катери продовжували при цьому вогневу підтримку радянського наступу.

## Вислідки десантної операції
Десантна операція була успішною та досягла запланованих результатів. Фінські війська полишили добре укріплений рубіж по лінії Обжа — Сармяги — Самбатукса — Мегрозеро. На радянській історіографії вона вважається однією з найбільш успішних операцій Військово-морського флоту часів нацистсько-радянської війни. Власне, фінське керівництво могло використати 35-кілометрову віддаленість десанту від лінії фронту, але вважається, що рішення не було ухвалене вчасно — на час прибуття знятих з фронту фінських частин до Тулокси радянські десантники вже підготували та займали оборонні позиції.
Під час операції радянські сили втратили два сторожові катери — І-42 та КМ-15 та були викинуті під час шторму на берег — в подальшому відтягнуті з суші та відремонтовані. Приблизно 5 кораблів були ушкоджені фінською авіацією та артилерією, одначе залишилися в бойовому строю та продовжували виконувати бойові завдання до кінця операції.
За проведену операцію Ладозька військова флотилія була нагороджена орденом Червоного Прапора. Чимало моряків та морських піхотинців були нагороджені бойовими орденами та медалями, п'ять морських піхотинців вдостоєні звання Героя Радянського Союзу.